# 妹相随～黑白世界的缤纷冒险～
《妹相随～黑白世界的缤纷冒险～》是Inusuku（いぬすぐ）在2022年2月發售的戀愛模擬類型成人遊戲，2023年10月登錄手機平台。

## 劇情
父母是个冒险家，年纪大且常年不在家。与妹妹一起居住在那个房子里的只有主角的妹妹。
作为所在城镇的冒险者公会成员，保护城镇中的居民——狩猎、捕杀危险的野兽，磨炼技艺，准备应对未来可能到来的任何挑战。

## 玩法
《妹相随～黑白世界的缤纷冒险～》是一款以恋爱模拟与角色养成为核心的互动叙事游戏，玩家扮演哥哥，悉心照料病重的妹妹。管理好家庭财务，维护与妹妹的亲情，解开妹妹病重的谜团。
玩家可以通过日常互动、数值管理及RPG战斗推动剧情发展。游戏中，玩家需平衡妹妹的“信任”“心情”“性趣”“欲望”等数值，例如烹饪晚餐可能触发特殊事件，而阅读严肃书籍则可能降低妹妹的性趣但提升智慧。同时，需通过锻炼、工作或冒险公会的战斗系统提升角色属性，以应对战斗或解锁剧情。关键策略包括前期避免过度亲密、优先提升角色数值、完成“和妹妹的大冒险”任务以避免触发怀孕等负面事件，并利用周末调整“生活方针”改变日常机制，影响后续发展。游戏还包含多结局设计，需根据初始选择及长期规划策略，最终导向不同结局，尤其在高难度模式下需精细管理资源与事件优先级。

## 制作与发行
《妹相随～黑白世界的缤纷冒险～》是一款由いぬすぐ开发并由Kagura Games发行的美少女游戏，使用RPG Maker引擎制作，2022年2月10日在DLsite上发行。2023年10月5日，遊戲Android和iOS版在HBOX發佈。2023年7月左右，發行商Kagura Games公佈將透過Steam平台發表簡體中文版。2024年2月26日，製作組宣佈遊戲將於3月登录Steam。3月23日，游戏正式在Steam平台发行。
製作組於2022年6月11日开始制作追加下載內容（DLC）。2024年6月12日，DLC發售，內容包括更多劇情和34個故事場景。10月31日移动版DLC发售。同年10月，日本唱片行Disk Union宣布將推出以《妹！生活～單色～》及《妹相随》的女主角為主題的唱片墊、黑膠放置架、T恤、啤酒。12月20日在Steam發佈DLC。

## 評價
《妹相随》在DLsite開售後成為該月（2022年2月）最銷售的同人遊戲，買出了過4萬份。它在Steam平台發行後的一個月多內，於該平台售出過20萬份。而Steam版的追加下載內容則用了3天的時間達到售出10萬份的成績，同時遊玩人數於追加下載內容發表當天至次天達到高鋒（6,000人）。
BugBug.News的評論認為它適合喜愛妹屬性角色的玩家遊玩，並讚揚它的性愛場景讓人「身歷其境」。《上報》的評論者認為《妹相随》與其他成人遊戲不同，較重視刻畫主角於日常的關係，且比前作《妹！生活～單色～》更有遊戲性。udn遊戲角落的希洛讚揚《妹相随》雖然以黑白形式顯示場景，而且沒有配音，但它在角色扮演遊戲當中仍然「十分完整」和「優秀」。